# Patrik Berglund
Patrik Berglund, född 2 juni 1988 i Västerås, är en svensk professionell ishockeyspelare. 
Han har tidigare spelat på NHL-nivå för Buffalo Sabres och St. Louis Blues.

## Klubblagskarriär
Berglund blev utvald till TV-puckens bästa forward 2004. År 2005 var han med och spelade fram sitt lag Västmanland till en andraplats i TV-pucken.
Säsongerna 2005-2008 spelade Berglund för moderklubben VIK Västerås HK i svenska allsvenskan, där hann han spela 92 matcher och göra 97 poäng. 

### NHL

#### St. Louis Blues
Berglund draftades som 25:e spelare totalt av St. Louis Blues i NHL-draften 2006.
Han flyttade för spel i NHL inför säsongen 2008-2009. 
Han fick en lyckad rookiesäsong i Blues med totalt 47 poäng varav 21 var mål. Samma säsong kom St. Louis till slutspel efter att ha missat slutspel 3 år i rad, men förlorade med 4-0 i matcher mot Vancouver Canucks. Redan första säsongen fick Berglund chansen att spela med den rutinerade Paul Kariya och fjolårsrookien David Perron. Berglund hade en så lovande rookiesäsong att det pratades om att han skulle ha chans att vinna Calder Memorial Trophy, NHL:s motsvarighet till årets rookie, men så blev inte fallet. 
Första NHL-målet kom den 13 oktober 2008 mot Toronto Maple Leafs. Patrik Berglund är en av få spelare som har tagit steget från svenska allsvenskan direkt in som ordinarie i NHL.
Säsongen 2012/2013 gjorde Patrik Berglund flest mål av alla svenskar i NHL, 17 mål på 48 matcher. Under lockouten i NHL spelade han i Hockeyallsvenskan för VIK Västerås HK och på 30 matcher gjorde han 20 mål och 12 assist.

#### Buffalo Sabres
Den 1 juli 2018 blev han tradad till Buffalo Sabres tillsammans med Vladimir Sobotka, Tage Thompson, ett draftval i första rundan 2019 och ett draftval i andra rundan 2021, i utbyte mot Ryan O'Reilly.
Den 19 december 2018 blev han placerad på unconditional waivers i syfte att bryta hans kontrakt, efter att ha varit avstängd från klubben sedan han den 15 december inte dök upp på flygplatsen inför lagets resa till Washington för att möta Washington Capitals.

### Djurgårdens IF
Den 2 juli 2019 blev Patrik klar för Djurgårdens IF efter en lång karriär i NHL och efter ett sabbatsår på grund av psykisk ohälsa. I många olika medier rapporteras det att Berglund kommer att ersätta Jakob Lilja. Han noterades för 31 poäng (varav 17 mål) på 49 spelade matcher i Djurgården.

### Brynäs IF
Inför säsongen 2020/2021 skrev han på ett tvåårskontrakt med Brynäs IF. Värvningen kallades för "Fansens värvning" och finansierades med hjälp av pengainsamling från lokala samarbetspartners och privatpersoner. Säsongen 2020/2021 stod han för 27 poäng på 45 spelade matcher under grundspelet.  

## Landslagskarriär
I J20-VM 2008 var han lagkapten och ledde "småkronorna" till sin första medalj på 12 år, en andraplats. Med J20-landslaget har han också en fjärdeplats från J20-VM 2007. Med J18-landslaget har han en fjärdeplats i J18-VM 2006. Berglund spelade totalt cirka 70 matcher i juniorlandslagen.
Berglunds debut i Tre kronor kom den 5 februari 2008 i match mot Slovakien i Västerås. Han spelade sin första VM-turnering 2009 där det blev brons för Sverige. Han fick spela ytterforward i 4:e kedjan för Bengt-Åke Gustafssons VM-lag. I VM 2009 blev det ynka en assist för Berglund.
År 2011 blev det VM-silver för Berglund och det svenska landslaget under Pär Mårts direktiv. Berglund slutade 2:a i VM:s poängliga med totalt 10 poäng varav 8 mål. Han blev även utsedd till bästa forward i VM 2011 och kom med i VM All Star Team.
Under vinter-OS 2014 kallade Patrik Berglund den norska skidåkaren Petter Northug, som bland annat vunnit 12 världsmästerskap och fyra OS-medaljer, för "... jävla sopa". Berglund tog senare tillbaka uttalandet.

## Privatliv
Patrik Berglund är son till Anders Berglund som gjorde många elitseriesäsonger i Västerås Hockey och Brynäs IF bland annat.

## Spelarstatistik
| 2002–03                  | VIK Västerås HK U16       | U16 SM                   | 5   | 3   | 3   | 6   | 6   | —  | —  | —  | —  | —  |
| 2003–04                  | VIK Västerås HK U16       | U16 SM                   | 3   | 1   | 1   | 2   | 2   | —  | —  | —  | —  | —  |
|                          | VIK Hockey Ungdom J18     | J18                      | 10  | 4   | 1   | 5   | 18  | —  | —  | —  | —  | —  |
| 2004–05                  | VIK Hockey Ungdom J18     | J18                      | 5   | 2   | 1   | 3   | 4   | 3  | 0  | 1  | 1  | 6  |
|                          | VIK Hockey Ungdom J20     | J20                      | 25  | 5   | 5   | 10  | 14  | —  | —  | —  | —  | —  |
| 2005–06                  | VIK Hockey Ungdom J20     | J20                      | 27  | 17  | 12  | 29  | 38  | —  | —  | —  | —  | —  |
|                          | VIK Västerås HK           | Hockeyallsvenskan        | 21  | 3   | 1   | 4   | 4   | —  | —  | —  | —  | —  |
| 2006–07                  | VIK Västerås HK           | Hockeyallsvenskan        | 35  | 21  | 27  | 48  | 30  | —  | —  | —  | —  | —  |
|                          | VIK Hockey Ungdom J20     | J20                      | 0   | 0   | 0   | 0   | 0   | 5  | 4  | 5  | 9  | 6  |
| 2007–08                  | VIK Västerås HK (lån)     | Hockeyallsvenskan        | 36  | 21  | 24  | 45  | 18  | —  | —  | —  | —  | —  |
| 2008–09                  | St. Louis Blues           | NHL                      | 76  | 21  | 26  | 47  | 16  | 4  | 0  | 0  | 0  | 2  |
| 2009–10                  | St. Louis Blues           | NHL                      | 71  | 13  | 13  | 26  | 16  | —  | —  | —  | —  | —  |
| 2010–11                  | St. Louis Blues           | NHL                      | 81  | 22  | 30  | 52  | 26  | —  | —  | —  | —  | —  |
| 2011–12                  | St. Louis Blues           | NHL                      | 82  | 19  | 19  | 38  | 30  | 9  | 3  | 4  | 7  | 6  |
| 2012–13                  | St. Louis Blues           | NHL                      | 48  | 17  | 8   | 25  | 12  | 6  | 1  | 1  | 2  | 2  |
|                          | VIK Västerås HK (lockout) | Hockeyallsvenskan        | 30  | 20  | 12  | 32  | 20  | —  | —  | —  | —  | —  |
| 2013–14                  | St. Louis Blues           | NHL                      | 78  | 14  | 18  | 32  | 38  | 4  | 0  | 0  | 0  | 0  |
| 2014–15                  | St. Louis Blues           | NHL                      | 77  | 12  | 15  | 27  | 26  | 6  | 2  | 2  | 4  | 0  |
| 2015–16                  | St. Louis Blues           | NHL                      | 42  | 10  | 5   | 15  | 16  | 20 | 4  | 5  | 9  | 4  |
| 2016–17                  | St. Louis Blues           | NHL                      | 82  | 23  | 11  | 34  | 32  | 11 | 0  | 4  | 4  | 10 |
| 2017–18                  | St. Louis Blues           | NHL                      | 57  | 17  | 9   | 26  | 30  | —  | —  | —  | —  | —  |
| 2018–19                  | Buffalo Sabres            | NHL                      | 23  | 2   | 2   | 4   | 6   | —  | —  | —  | —  | —  |
| NHL totalt               | NHL totalt                | NHL totalt               | 717 | 170 | 156 | 326 | 248 | 60 | 10 | 16 | 26 | 24 |
| Hockeyallsvenskan totalt | Hockeyallsvenskan totalt  | Hockeyallsvenskan totalt | 122 | 65  | 64  | 129 | 72  | —  | —  | —  | —  | —  |
| J20 Superelit totalt     | J20 Superelit totalt      | J20 Superelit totalt     | 52  | 22  | 17  | 39  | 52  | 5  | 4  | 5  | 9  | 6  |
| J18 Allsvenskan totalt   | J18 Allsvenskan totalt    | J18 Allsvenskan totalt   | 15  | 6   | 2   | 8   | 22  | 3  | 0  | 1  | 1  | 6  |

### Webbkällor
- St. Louis Blues
- Presentation och statistik för Patrik Berglund som spelare  på Elite Prospects.